# ألان بانيغاس
ألان بانيغاس (بالإسبانية: Allan Banegas)‏ (4 أكتوبر 1993 هندوراس - ) هو لاعب كرة قدم هندوراسي، يلعب كلاعب وسط.

## روابط خارجية
- ألان بانيغاس على موقع قاعدة بيانات كرة القدم.إي يو (الإنجليزية)
- ألان بانيغاس على موقع Soccerway.com (الإنجليزية)
- ألان بانيغاس على موقع أوليمبيديا (الإنجليزية)